# Ala (Homelskaja)

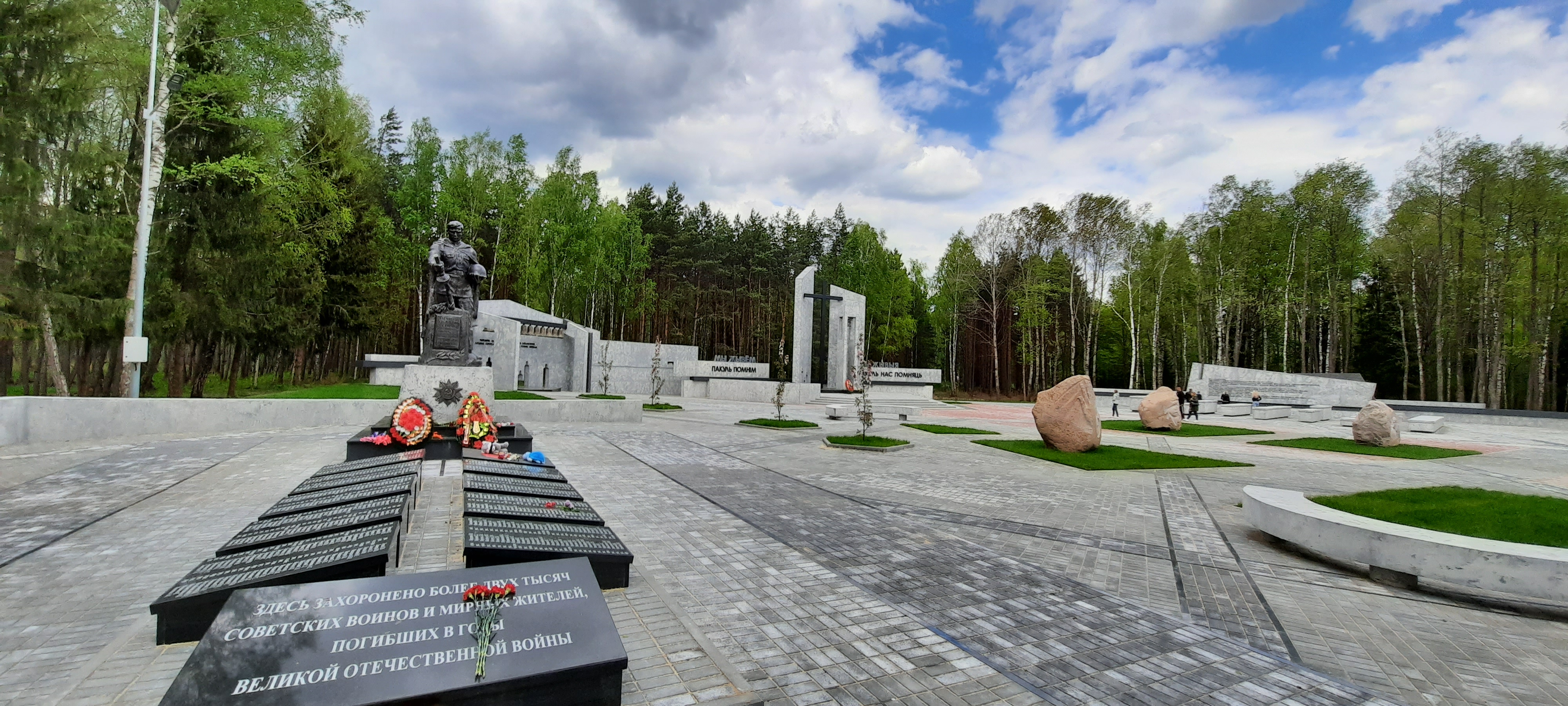
Gedenkstätte von Ala

Ala (belarussisch Ала und russisch Ола Ola) ist ein ausgelöschtes Dorf im Kreis Svetlogorsk, Gebiet Gomel, Republik Belarus.
Das Dorf wurde von deutschen Soldaten während einer Strafaktionen (aufgrund eines getöteten Soldaten) am 14. Januar 1944 samt Einwohner vollständig vernichtet. 2 Wochen nach dieser Strafaktion wurde das Dorf von sowjetischen Soldaten eingenommen. Im Jahr 2020 wurde vor Ort eine Gedenkstätte errichtet. Das Dorf verewigte seinen Namen in der Nationalen Gedenkstätte der Republik Belarus.

## Geschichte
Das Dorf wurde erstmals 1795 als Siedlung im Amtsbezirk Bobruisk der Provinz Minsk erwähnt. Der Name stammt von dem gleichnamigen Fluss Ola. Das Dorf hatte 6 Haushalte und war Staatseigentum. Nach der Volkszählung von 1917 war Ola ein Teil des Amtsbezirkes Paritschskuju und hatte 3 Bauernhöfe mit 18 Personen. Im Jahr 1926 gab es 17 Haushalte mit 79 Einwohnern. Vor Ausbruch des Großen Vaterländischen Krieges gab es in Ola 34 Haushalte und 168 Einwohner. Ende Juli 1941 wurde der Ort von den Nazis besetzt. Im Jahr 2012 wurde das Dorf Ola in der nationalen Katasteragentur bereinigt.

## Verlauf des Massakers
Am Morgen des 14. Januar 1944 um 6 Uhr umstellte ein Strafkommando das Dorf. Die Bewohner wurden in die Häuser getrieben, die dann in Brand gesteckt wurden. Alle, die sich wehrten, wurden mit Maschinengewehren und automatischen Waffen erschossen. Insgesamt wurden 1.758 Zivilisten getötet, 100 Männer, 508 Frauen und 950 Kinder.[3]
Einigen Bewohnern gelang es jedoch zu überleben. Gawrila Kondratjewitsch Sykun zum Beispiel ging einige Stunden vor der Tragödie mit seiner Familie in den Wald und kehrte einige Tage später zurück, aber bei seiner Rückkehr fand er nur verbrannte Häuser und die Leichen von Menschen. Olga Kurlowitsch und ihr Sohn taten so, als seien sie unter den Toten. Artem Ustimenko, ein Mitglied des Partisanenkommandos, wurde ebenfalls Zeuge des Massakers an den Bewohnern. An diesem Tag kam er in sein Haus und versteckte sich auf dem Dachboden, als die Peiniger das Dorf umstellten. Als Ustimenko Rauch roch, sprang er vom Dachboden herunter, versteckte sich im Gebüsch und blieb dort bis zum Abend liegen.
Insgesamt starben 1.758 Menschen, darunter mehr als 1.500 Flüchtlinge aus anderen Dörfern.

## Juristische Aufarbeitung
Im Jahr 1945 fand in Brjansk ein Prozess gegen Strafverbrecher statt. Artem Ustimenko und Olga Kurlowitsch waren als Zeugen anwesend.

## Gedenkstätte
Im Jahr 1958 wurde am Massengrab, in dem Zivilisten und sowjetische Soldaten bestattet wurden, ein Denkmal – eine Skulptur eines knienden Soldaten mit Kranz – errichtet.
Im Jahr 2020 wurde im Zuge der Rekonstruktion des Massengrabs auf dem Gebiet von Ola der Gedenkkomplex "Ola" zu Ehren der gefallenen Einwohner geschaffen, der drei Funktionsbereiche umfasst: eine Eingangsgruppe, einen Gedenkbereich (auf dem an das bestehende Massengrab angrenzenden Gelände) und einen Fußgängerweg, der sie entlang der ehemaligen Dorfstraße verbindet. In der Mitte des Gedenkbereichs stehen ein symbolisches Kreuz und eine Glocke. Daneben befindet sich ein Glockenturm in Form einer stilisierten Dorfscheune mit einer Anzahl von Glocken, die der Anzahl der Dörfer entspricht, deren Einwohner hier umgekommen sind. Die Gedenkstätte ist eine Zweigstelle der staatlichen Kultureinrichtung Swetlogorsker Museum für Heimatkunde.